# Kuronezumia bubonis
Kuronezumia bubonis är en fiskart som först beskrevs av Iwamoto, 1974.  Kuronezumia bubonis ingår i släktet Kuronezumia och familjen skolästfiskar. IUCN kategoriserar arten globalt som livskraftig. Inga underarter finns listade i Catalogue of Life.